# هاميش بارتون
هاميش بارتون (16 يوليو 1976 في نيوزيلندا - ) (بالإسبانية: Hamish Barton)‏ هو لاعب كريكت أرجنتيني.

## وصلات خارجية
- هاميش بارتون على موقع إي آس بي آن كريك إنفو (الإنجليزية)